# Ust-Janski ulus
Der Ust-Janski ulus (russisch Усть-Янский улу́с, auch Усть-Янский район, Ust-Janski rajon; jakutisch Усуйаана улууһа, Usujaana uluuha) ist einer der 34 Ulusse (Rajons) der Republik Sacha (Jakutien) im Norden des russischen Föderationskreises Ferner Osten.  Er liegt im Norden der Republik an der Küste der Laptewsee, eines Randmeeres des Arktischen Ozeans.

## Geographie
Der Ulus hat eine Fläche von etwa 120.300 km², etwas mehr als ein Drittel der Fläche Deutschlands. Zu seinem Gebiet gehören Unterlauf und Mündungsdelta der Jana. Der Südrand des Deltas befindet sich etwa auf der geographischen Breite des Nordkapps, der gesamte Ulus nördlich des Polarkreises. Der südöstliche Teil des Ulus ist bergig und wird über die Flüsse Selennjach und Ujandina ostwärts zur Indigirka entwässert. Hier liegt in einem Seitental des Ujandina-Tals das Uluszentrum Deputatski.
Die Vegetation besteht größtenteils aus Tundra, nicht geringe Flächen sind sogar Kältewüste.

## Demografie
Die Einwohnerzahl hatte sich zwischen 1959 und 1989 vervielfacht, ist aber inzwischen wieder auf wenig mehr als das Ausgangsniveau abgefallen:
1939 – 06.014
1959 – 06.123
1970 – 15.930
1989 – 42.937
2002 – 10.009
2010 – 08.262
Die Bevölkerung besteht, mit steigender Tendenz, zu mehr als der Hälfte aus Angehörigen indigener Ethnien. Dabei liegen die Anteile der Ewenen und – unter den Zugewanderten – Ukrainer über dem Republikdurchschnitt.
| Ethnie    | 2002     | 2002  | 2010     | 2010  |
| Ethnie    | Personen | %     | Personen | %     |
| --------- | -------- | ----- | -------- | ----- |
| Jakuten   | 3772     | 37,69 | 3454     | 43,14 |
| Ewenen    | 1070     | 10,69 | 1333     | 16,65 |
| Jukagiren | …        | …     | 94       | 1,17  |
| Russen    | 3547     | 35,44 | 2176     | 27,18 |
| Ukrainer  | 889      | 8,88  | 456      | 5,70  |

Die Russen und Ukrainer leben vor allem in den städtischen Siedlungen, aber auch im Uluszentrum Deputatski stellen Jakuten etwa die Hälfte der Bevölkerung.

## Gemeinden
Der Ulus besteht aus 10 Gemeindeformationen, in Jakutien als nasleg bezeichnet, davon 3 Punktgemeinden und 7 Flächengemeinden.
In der folgenden Tabelle stehen die Namen vor dem Strich in Transliteration, dahinter in kyrillischer Schrift:
| Nr. | Jakutischer Name           | Russischer Name          | Einwohner 2007 (2010) | Bemerkung bzw. Orte |
|     | Punktgemeinden:            |                          |                       | |
| 1)  | Deputatskaj – Депутатскай  | Deputatski – Депутатский | 3200 (3052)           | Siedlung städtischen Typs, umschlossen vom Gemeindegebiet von Ujaand'y (9) |
| 2)  | Uus Kujga – Уус Куйга      | Ust-Kuiga – Усть-Куйга   | 1.500 (1.315)         | am Ostufer der Jana 200 km südlich der Küste und 225 km nordwestlich von Deputatski, umgeben von Sileenneech (5)                                                                                         |
| 3)  | Nižnejanskaj – Нижнеянскай | Nischnejansk – Нижнеянск | 500 (386)             | im Jana-Delta, umschlossen vom Gemeindegebiet von Ust'-Jansk (8) |
|     | Flächengemeinden:          |                          |                       | |
| 4)  | Chahaačyja – Хаһаачыйа     |                          | 1.506                 | |
| 5)  | Sileenneech – Силээннээх   |                          | 921                   | mit gleichnamigem Kernort |
| 6)  | Tumat – Тумат              |                          | 534                   | |
| 7)  | Omoloj – Омолой            |                          | 464                   | Kernort: Chajyr/Хайыр |
| 8)  | Usujaana – Усуйаана        | Ust'-Jansk – Усть-Янск   | 316                   | mit eigenem Kernort Ust'-Jansk/Uusujaana. Das Gemeindegebiet umschließt Nižnejansk und umfasst das gesamte Jana-Delta, etwas Festland westlich davon, sowie eine ein paar Inseln nahe der Küste östlich. |
| 9)  | Ujaandžy – Уйаандьы        |                          | 127                   | mit gleichnamigem Kernort |
| 10) | Džükeegir – Дьүкээгир      | Jukagir – Юкаги́р         | 123                   | Jukagirischer Nasleg, Nomaden |

Die Nummern bezeichnen die Rangfolge der städtischen Siedlungen nach Einwohnerzahl und die Kennzeichnung der Flächengemeinden in der nur in der jakutischen Wikipedia („In andern Sprachen: Caxa“) verfügbaren Karte des Ulus Ust-Jansk.